# پارک یون جه
پارک یون جه (کره‌ای: 박윤재؛ زادهٔ ۱۴ ژانویه ۱۹۸۱) بازیگر اهل کره جنوبی است.

## فیلم‌شناسی

### فیلم
| سال  | عنوان          | نقش             |
| ---- | -------------- | --------------- |
| ۲۰۰۲ | گارد ساحلی     | سرباز وظیفه یون |
| ۲۰۰۷ | براوو مای لایف | جین هیون سوب    |
| ۲۰۰۹ | فلای های       | دوست یونگ هو    |

### مجموعه تلویزیونی
| سال       | عنوان                | نقش                     | توضیحات |
| --------- | -------------------- | ----------------------- | ------- |
| ۲۰۰۲      | دوران طلایی منگ      | چوی کیو یونگ            |         |
| ۲۰۰۸      | اسپات‌لایت            | یون سوک چانگ            |         |
| ۲۰۱۱      | افسانه‌های جدید گیسنگ | اوه جین ام              |         |
| ۲۰۱۱      | عروس‌های شکست‌ناپذیر   | مون شین وو              |         |
| ۲۰۱۲      | زندگی خوشمزه         | لی جه بوک               |         |
| ۲۰۱۲      | سرنوشت               | شاهزاده دوک‌هونگ         |         |
| ۲۰۱۳      | یور لیدی             | کانگ جونگ هون           |         |
| ۲۰۱۳      | عشق در کیفش          | کانگ مین کی             |         |
| ۲۰۱۳      | عشق درخشان           | کانگ ها جون             |         |
| ۲۰۱۵      | بانو چا شکست‌ناپذیر   | کیم جی سوک              |         |
| ۲۰۱۷      | زن ناشناس            | گو دو چی                |         |
| ۲۰۱۸–۲۰۱۹ | این زندگی منه        | یانگ نام جین            |         |
| ۲۰۲۱      | کفش‌های قرمز          | یون کی سوک              | [ ۶ ]   |
| ۲۰۲۲–۲۰۲۳ | انتقام عروس          | اوه جی هون / لی جه یونگ | [ ۷ ]   |

## جوایز و نامزدی‌ها
| سال  | مراسم جوایز                    | دسته                                             | نامزد / اثر        | نتیجه    |
| ---- | ------------------------------ | ------------------------------------------------ | ------------------ | -------- |
| ۲۰۱۱ | جوایز درامای ام‌بی‌سی            | بهترین بازیگر مرد تازه‌کار در یک سریال درام       | عروس‌های شکست‌ناپذیر | برنده    |
| ۲۰۱۲ | چهل و هشتمین جوایز هنری بکسانگ | بهترین بازیگر مرد تازه‌کار (تلویزیون)             | عروس‌های شکست‌ناپذیر | نامزدشده |
| ۲۰۱۳ | جوایز درامای اس‌بی‌اس            | جایزه بازیگر برتر مرد در یک درام آخر هفته/روزانه | یور لیدی           | نامزدشده |
| ۲۰۱۴ | جوایز درامای ام‌بی‌سی            | جایزه بهترین بازیگر مرد در یک سریال درام         | عشق درخشان         | نامزدشده |
| ۲۰۱۸ | جوایز درامای کی‌بی‌اس            | جایزه بازیگر برتر مرد در یک درام روزانه          | این زندگی منه      | برنده    |